# Copiapoa grandiflora
Copiapoa grandiflora ist eine Pflanzenart aus der Gattung Copiapoa in der Familie der Kakteengewächse (Cactaceae). Das Artepitheton grandiflora leitet sich von den lateinischen Worten grandis für ‚groß‘ sowie -florus für ‚-blühend‘ ab.

## Beschreibung
Copiapoa grandiflora wächst rasch Polster bildend mit Gruppen bis zu 50 Zentimeter im Durchmesser. Die kugeligen bis kurz zylindrischen Triebe sind graugrün und messen 6 bis 10 Zentimetern im Durchmesser. Die 12 bis 19 Rippen sind mehr oder weniger gehöckert. Sie sind 1 bis 1,2 Zentimeter hoch wie breit und gekerbt. Die Areolen sind weißlich. Die geraden Dornen sind schwarz bis braun gefärbt. Es werden zwei bis vier dicke Mitteldornen und sieben bis zehn nadelige Randdornen mit einer Länge von ein bis drei Zentimeter unterschieden.
Die gelben Blüten sind 3 bis 5,5 Zentimeter lang. Die kugeligen Früchte sind rötlich oder auch bräunlich und bis zu 1,5 Zentimeter lang und im Durchmesser groß.

## Verbreitung, Systematik und Gefährdung
Copiapoa grandiflora ist in Chile in der Region Antofagasta in der Gegend von La Esmeralda verbreitet.
Die Erstbeschreibung erfolgte 1963 durch Friedrich Ritter. Nomenklatorische Synonyme sind Copiapoa cinerascens var. grandiflora (F.Ritter) A.E.Hoffm. (1989) und Copiapoa montana subsp. grandiflora (F.Ritter) N.P.Taylor (1997).
In der Roten Liste gefährdeter Arten der IUCN wird die Art als „Endangered (EN)“, d. h. als stark gefährdet geführt.

## Nachweise